# Förderstedt
Förderstedt este o comună din landul Saxonia-Anhalt, Germania.